# Chùa Thiền Quang

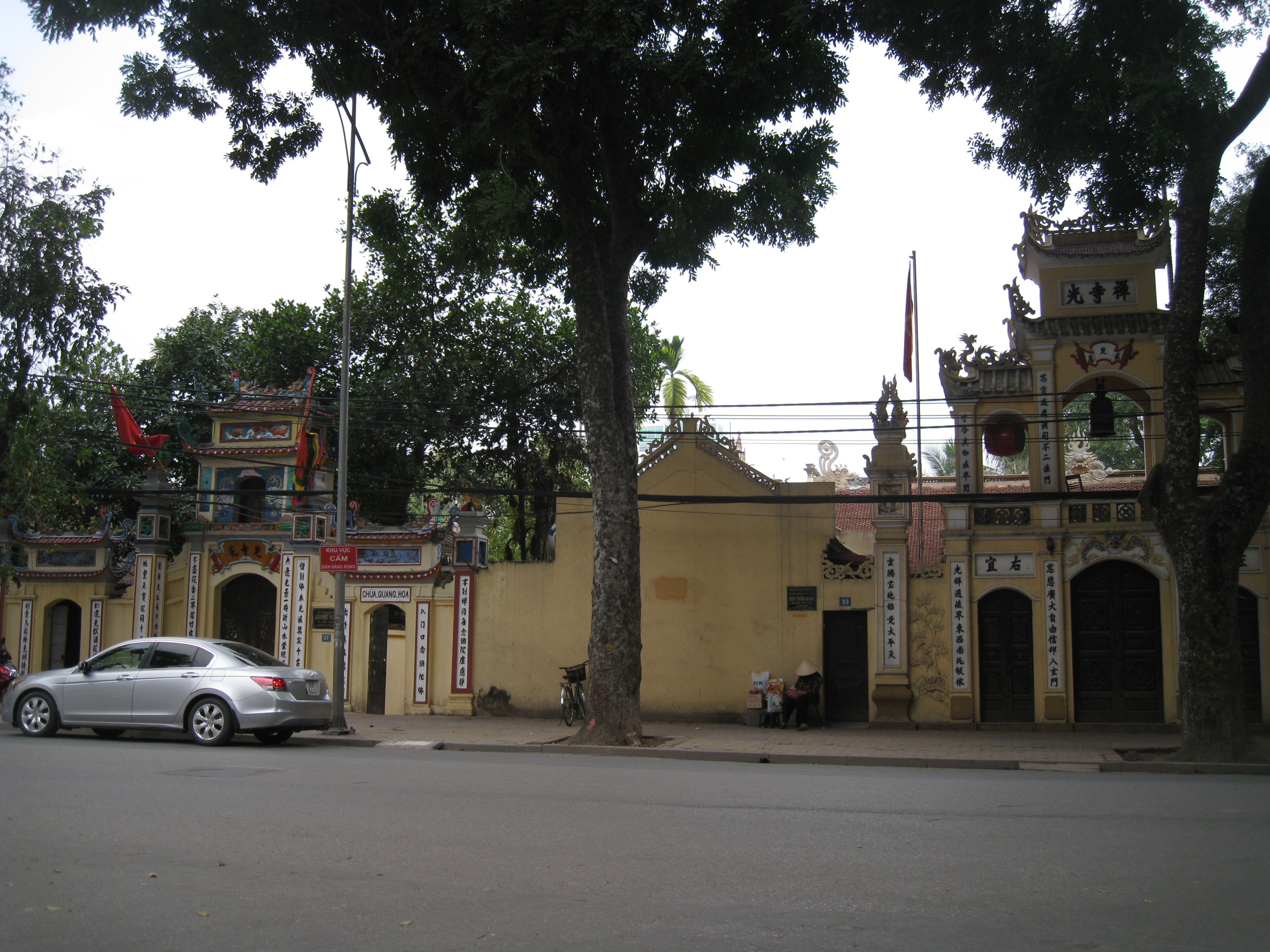
Cổng chùa Thiền Quang bên phải, bên trái là chùa Quang Hoa.

Chùa Thiền Quang thuộc phố Trần Bình Trọng, phường Nguyễn Du, quận Hai Bà Trưng, Hà Nội. Chùa hiện còn giữ được nhiều di vật, tượng cổ mang phong cách nghệ thuật thế kỷ 19 có giá trị. Trong chùa hiện có một tấm bia khắc năm 1882 kể về lai lịch chùa. Năm 1989, chùa được bộ Văn hóa và Thông tin xếp hạng di tích thắng cảnh. Cụm ba ngôi chùa là Thiền Quang, Quang Hoa và Pháp Hoa nằm cạnh nhau, ở số nhà 31-33.